# Panzergruppe Popow
Die Panzergruppe Popow (russisch: Подвижная группа Попова) war im Zweiten Weltkrieg ein mobiler Großverband der Roten Armee, der am 21. Januar 1943 bei der Südwestfront für die Woroschilowgrader Operation aufgestellt und an der Donezfront für einen Durchbruch zum Dnjepr angesetzt wurde. Die Panzergruppe wurde nach dem bisherigen Oberbefehlshaber der 5. Panzerarmee, Generalleutnant Markian Michailowitsch Popow, benannt und wurde durch Gegenangriffe der deutschen 1. und 4. Panzerarmee im Hinterland der Heeresgruppe Süd innerhalb eines Monats im Raum Kramatorsk und Slawjansk großteils zerschlagen und bereits am 25. Februar 1943 wieder aufgelöst.

## Aufstellung
Während die 3. Panzerarmee der Woronesch-Front bei der Operation Swesda im Raum südöstlich von Charkow vorstieß, sollte die 6. Armee der Südwestfront den Vormarsch dieser Panzerarmee aus dem Süden unterstützen. Das sowjetische Oberkommando erwartete einen Zusammenbruch der deutschen Front in Südrussland und der Nordostukraine und startete eine Reihe von Gegenoffensiven, um die schwache deutsche Situation auszunutzen.
Am 20. Januar 1943 wurde im Hauptquartier der sowjetischen Südwestfront (Generalleutnant Nikolai Fjodorowitsch Watutin) ein aktualisierter Plan für die weiteren Operationen vorgelegt, wobei der neu formierten Panzergruppe Popow (4. Garde-, das 3., 10. und 18. Panzerkorps sowie die 57. Garde- und die 52. Schützendivision) eine Hauptrolle zugewiesen wurde. Die 1. und 3. Gardearmee der Südwestfront, die den Streifen südlich der 6. Armee besetzten, sollten den Hauptschlag führen. Sie sollten den Feind im Raum Woroschilowgrad mit Stoßgruppen in konvergierende Richtungen umfassen. Gleichzeitig wurde bei der 1. Gardearmee eine mobile Gruppe geschaffen. Dieser Panzergruppe wurde befohlen, aus dem Raum zwischen Tarasowka und Starobelsk in Richtung Kramatorsk, Artemowsk, Stalino, Wolnowacha und Mariupol anzugreifen, „das gesamte Gebiet des Donbass zu umfassen, alle deutschen Truppen in diesem Raum einzukreisen und zu vernichten.“
Die Kämpfe zur Rückeroberung des Donbass begannen am 29. Januar 1943 mit der Offensive der sowjetischen 6. Armee. Der Hauptschlag wurde von der Armee an ihrer rechten Flanke in einem 20 km breiten Abschnitt in Richtung auf Balakleia geführt, wo das deutsche Generalkommando XXX (General der Artillerie Maximilian Fretter-Pico) mit der 320. und 298. Infanterie sowie den Resten der 27. Panzerdivision verteidigte. Der Armeeführer Generalleutnant F. M. Charitonow hatte die Aufgabe, die Eisenbahnlinie Charkow–Losowaja abzuschneiden und damit die Heranführung deutscher Reserven nach Charkow aus dem Süden verhindern.

## Gliederung der Panzergruppe Popow
18. Panzerkorps, Generalmajor Boris Sergejewitsch Bacharow
- 110. Panzerbrigade, Oberst Fjodor Kusmitsch Kapljutschenko, ab 23. Februar Bataillonskommissar Dmitri Lasarjewitsch Goizman
- 170. Panzerbrigade, Oberst Sergei Alexejewitsch Durnew, dann Naum Markowitsch Seconda
- 181. Panzerbrigade, Oberstleutnant Grigori Stepanowitsch Klimatschew, ab 21. Januar Oberstleutnant Wjatscheslaw Alexejewitsch Pusurew
- 32. motorisierte Schützenbrigade, Oberstleutnant Ilja Alexandrowitsch Stukow

10. Panzerkorps, Generalmajor Wassili Gerasimowitsch Burkow, ab 12. Februar Generalmajor Alexei Pawlowitsch Panfilow
- 183. Panzerbrigade, Oberst Grigori Jakowljewitsch Andrjuschenko
- 186. Panzerbrigade, Oberstleutnant Alexander Wassiljewitsch Owsjannikow
- 178. schwere Panzerbrigade, Oberstleutnant Michail Alexandrowitsch Gromagin, ab 8. Februar Konstantin Michailowitsch Piwovarow
- 11. motorisierte Schützenbrigade, Oberst Porfiri Grigorjewitsch Borodkin

4. Garde-Panzerkorps (Anfang Januar 1943 aus dem 17. Panzerkorps gebildet), Kommandant: Generalmajor Pawel Pawlowitsch Polubojarow
- 12. Garde-Panzerbrigade, Oberstleutnant Fjodor Michailowitsch Lichatschew, ab 19. Februar Nikolai Grigorjewitsch Duschak
- 13. Garde-Panzerbrigade, Oberst Leonid Iwanowitsch Baukow
- 14. Garde-Panzerbrigade, Oberstleutnant Wassili Iwanowitsch Schibankow, ab 18. Februar Miron Sacharowitsch Nikolajew, ab 11. März Oberstleutnant Isai Petrowitsch Michailow
- 3. Garde-motorisierte Schützenbrigade, Oberstleutnant Michail Pawlowitsch Leonow

3. Panzerkorps, Generalmajor Maxim Denisowitsch Sinenko
- 50. Panzerbrigade, Oberstleutnant Alexander Matwejewitsch Gribchatow
- 51. Panzerbrigade, Oberst Wassili Wassiljewitsch Aschgibkow
- 103. schwere Panzerbrigade, 	Oberstleutnant Georgi Maximowitsch Maximow
- 57. motorisierte Schützenbrigade, Major Fjodor Michailowitsch Sabello, ab März 1943 Oberstleutnant Alexander Iwanowitsch Chalajew

Zugewiesene Schützenverbände
- 57. Garde-Schützendivision, Generalmajor Andrei Pawlowitsch Karnow
- 52. Schützendivision, Oberst Leonid Iwanowitsch Wagin
- 9. Garde-Schützenbrigade,
- 11. Schützen-Brigade, 5., 7. und 10. Ski-Brigade[2]

## Kampfeinsätze
Nach dem Durchbruch der Schützenformationen der 1. Gardearmee erfolgte der Eintritt der mobilen Gruppe Popow am rechten Flügel der Südwestfront. Die im Raum Starobelsk antretende Panzergruppe war beauftragt, die großen Widerstandsknoten Kramatorsk, Krasnoarmeiskoje (zeitweilig auch Grischino oder Postyschewo benannt) und Konstantinowka schnell zu nehmen und damit zum raschen Vormarsch der Truppen der Südwestfront beizutragen. Es war trotz der winterlichen Bedingungen geplant, die Ziele in 7 bis 8 Tagen zu erreichen, die Tiefe des Vormarsches war auf fast 300 km vorgegeben.
Die 1. Gardearmee agierte links von der 6. Armee auf einem 90 km breiten Front-Abschnitt und begann am Morgen des 30. Januar mit ihrer Offensive. Das 18. Panzerkorps hatte die Aufgabe, den Donez in der Angriffszone der 1. Gardearmee zu überqueren und die Stadt Lissitschansk in Besitz zu nehmen und dann nach Südwesten vordringen. Am linken Flügel der 1. Gardearmee bildete das 6. Garde-Schützenkorps mehrere Übergänge über den Sewerski-Donez und schuf am rechten Ufer einen Brückenkopf. Am rechten Flügel zur benachbarten 6. Armee, welche die Verbindung zur Woronesch-Front herstellte, wurde das 4. Garde-Schützenkorps mit fast 100 Panzer konzentriert. Die Offensive der 1. Gardearmee und der Panzergruppe Popow entwickelte sich von Anfang an völlig anders, als der Frontkommandeur N. F. Watutin geplant hatte. In der ersten Staffel nahmen drei Schützendivisionen (195. Schützen-, 35. und 57. Garde-Schützendivision) teil und überquerten den zugefrorenen Fluss Krasnaja und griffen die Stellungen der deutschen 19. Panzerdivision nördlich von Lissitschansk an. Die sowjetische Offensive wurde mit schwerem Artilleriefeuer und Gegenangriffen durch das 209. Sturmgeschütz-Regiment empfangen. Im Zentrum der 1. Gardearmee erreichte die 41. Garde-Schützendivision im Zusammenwirken mit Teilen des 18. Panzerkorps den Sewerski Donez und drang in den nördlichen Stadtrand von Lissitschansk vor. Auf der rechten Flanke operierte das 3. Panzerkorps, das 18. Panzerkorps (Generalmajor B. S. Bacharow) auf der linken Flanke. Das 10. Panzerkorps (General W. G. Burkow) hatte die Aufgabe, den Durchbruch der 1. Gardearmee und die Überquerung des Sewerski Donez zu erreichen – am zweiten Tag Artemowsk und Makejewka zu nehmen und Stalino zu erreichen. Das 4. Garde-Panzerkorps (bis Anfang Januar noch als 17. Panzerkorps bezeichnet, Kommandant: Generalmajor P. P. Polubojarow) befand sich in der zweiten Staffel.
In Kramatorsk hielt das 3. Panzerkorps, nördlich von Krasnoarmeiskoje bildete das 18. Panzerkorps neue Stellungen. Am 12. Februar erreichte die deutsche SS-Division Wiking Grischino und schnitt die rückwärtigen Verbindungen des in Krasnoarmeiskoje haltenden 4. Garde-Panzerkorps ab. Das 10. Panzerkorps, das am Morgen des 12. Februar in der Region südwestlich von Slawjansk operierte, wurde sofort zur Hilfe nach Süden umgruppiert.
Bis zu dem am 19. Februar beginnenden allgemeinen Gegenangriff der deutschen 1. Panzerarmee war die gesamte Gruppe Popow zwischen Krasnoarmeiskoje und Kramatorsk festgelaufen. Das 10. Panzerkorps und die Panzerbrigaden des 4. Garde-Panzerkorps waren nach wie vor in Krasnoarmeiskoje konzentriert. Nach einem Gegenangriff der deutschen 11. Panzerdivision, die sich am 20. Februar vorübergehend aus dem Gebiet Alexandrowka in Richtung Sergejewka zurückzog, verteidigte sich das Korps im Gebiet Andrejewka. Die Einheiten des 4. Garde-Panzerkorps wurden aus dem Schlachtfeld abgezogen und nach Barwenkowo in die Reserve gezogen. Laut seinem Kommandanten P. P. Polubojarow war „das Korps mit seiner gesamten Ausrüstung, sowie in Bezug auf das Personal, fast vollständig kampfunfähig.“
Die vom deutschen XXXX. Panzerkorps eingeschlossenen und getrennten Teile der Panzergruppe Popow führten dann im Raum Barwenkowo-Losowaja ihren Endkampf. Nach dem Abzug aus Krasnoarmeiskoje besetzte das 10. Panzerkorps westlich von Dobropolje Stellungen mit der Front nach Süden und Südosten. Das sowjetische 10. und 18. Panzerkorps, welche bei Dobropolje in Defensive gedrängt worden waren, wurden am 21. Februar von der auf Stepanowka vorgehenden deutschen 7. Panzerdivision und der SS-Division „Wiking“ von zwei Seiten angegriffen.
Einheiten der deutschen 11. und 7. Panzerdivision griffen die Kesselfront bei Stepanowka von Südwesten bzw. Südosten an und versuchten, die Einheiten des 10. und 18. Panzerkorps und der 44. Garde-Schützendivision, die dort verteidigten, zu vernichten. Vom Osten her brach das sowjetische 3. Panzerkorps nach Stepanowka durch, abgetrennte Einheiten des 18. Panzerkorps versuchten vergeblich, sich mit den Hauptkräften in Stepanowka zu verbinden. Bei den Kämpfen wurde das 18. Panzerkorps in drei Teile gespalten und räumte das Gebiet um Dobropolje, wodurch auch das weiter nördlicher stehende 10. Panzerkorps den Rückzug antreten musste. Die Kommunikation mit dem Hauptquartier der mobilen Gruppe von Popow ging verloren, und in der Nacht des 24. Februar beschloss der Kommandeur des 10. Panzerkorps, von Stepanowka nach Osten durchzubrechen. Gemeinsam mit ihm beteiligte sich eine Gruppe des 18. Panzerkorps am Durchbruch. Gleichzeitig setzte von Norden her das 1. Garde-Panzerkorps zum Entsatz von Stepanowka nach Südosten an. In der Zwischenzeit erkannte der Kommandeur der Südwestfront die bevorstehende Katastrophe und befahl, den Stab der Panzergruppe Popow aufzulösen und ihre noch kampffähigen Formationen am 25. Februar um 8.00 Uhr vollständig an die 1. Gardearmee zu übertragen. Die Rückzugskämpfe der Truppen der mobilen Gruppe nach Norden zum Donez dauerten noch bis Anfang März an.